# أبريل ينتشل
أبريل ينتشل (بالإنجليزية: April Winchell)‏ مواليد 4 يناير 1960 في نيويورك، هي ممثلة وكاتبة سيناريو أمريكية بدأت مسيرتها الفنية عام 1972.

## وصلات خارجية
- أبريل ينتشل على موقع IMDb (الإنجليزية)
- أبريل ينتشل على موقع ميتاكريتيك (الإنجليزية)
- أبريل ينتشل على موقع روتن توميتوز (الإنجليزية)
- أبريل ينتشل على موقع قاعدة بيانات الأفلام العربية
- أبريل ينتشل على موقع ألو سيني (الفرنسية)
- أبريل ينتشل على موقع ميوزك برينز (الإنجليزية)
- أبريل ينتشل على موقع أول موفي (الإنجليزية)
- أبريل ينتشل على موقع قاعدة بيانات الأفلام السويدية (السويدية)
- أبريل ينتشل على موقع إن إن دي بي (الإنجليزية)
- أبريل ينتشل على موقع أول ميوزيك (الإنجليزية)